# Trillium flexipes
Espèce
Classification APG II (2003)
Trillium flexipes est une plante herbacée, vivace et rhizomateuse de la famille des Liliaceae (classification classique) ou des Melanthiaceae (classification APG II, 2003).

## Description
Cette plante originaire du centre des États-Unis fleurit au printemps dans les forêts sur sol calcaire dans les plaines alluviales. La fleur, de 4 à 10 cm de diamètre à pétales blancs, est portée par un pédoncule dressé ou recourbé. Les feuilles sessiles rhomboïdes sont acuminées. Le fruit est une grande baie anguleuse, de couleur pourprée, à odeur fruitée.

## Aire de répartition
De la région des grands lacs au nord de l’Alabama.

## Divers
Son nom anglais est Bent Trillium ou White Trillium.

## Sources
- Frederick W. Case, Jr. & Roberta B. Case, Trilliums, Timber Press, 1997  (ISBN 0-88192-374-5)